# 中川美優
中川 美優（なかがわ みゆう、5月12日 - ）は、日本の元アイドル、プロデューサー、プロ雀士 であり、女性アイドルグループ・まねきケチャのリーダーであった。担当カラーは紫、属性は闇、まねき獣は羊だった。女性アイドルグループ「あいすなっつ」のプロデューサーでもある。

## 人物
- 北海道帯広市出身[1]。文化服装学院を卒業[1][4]。
- 趣味は、ポケモンカード、麻雀、ポーカー。
- 特技は、字が上手いこと。
- 無駄な特技は、お酒がたくさん飲めること。
- 好きなものは、アイス、チョコレート。
- 嫌いなものは、炭水化物、生魚などの食べ物全般。
- かなりの酒豪である[1]
- 米、パンなどの炭水化物をはじめ、地球上の食品の8割が食べられないという偏食家であり、普段の主食は酒、チョコレート、アイスクリーム[5][6][7]。
- 独特な声がチャームポイントであり、将来は声優を目指している。
- 2023年春をもってまねきケチャを卒業[8]。
- 2022年12月9日にファースト写真集を秋田書店から発売[9]。
- 日本プロ麻雀協会22期前期プロテストに合格し、プロ雀士となる[3]。
- 中川自身がプロデュースする女性アイドルグループ「あいすなっつ」は2023年6月17日にデビューした[10]。

## 出演

### 声優
- 軍神召喚†アークナイツ - リヴァイアサン 役
- ナゾトキネ（2016年） - 高柳江里亜 役
- 邪神ちゃんドロップキックX（2022年） - モブE 役

### テレビ
- 矢口真里の火曜The NIGHT（2019年4月24日、AbemaTV）
- 中居くん決めて！（2020年1月13日・20日、TBSテレビ）
- くりぃむナンチャラ（2020年8月15日・22日、テレビ朝日）
- 有吉反省会 （2021年4月24日、日本テレビ）[5]
- 踊る！さんま御殿‼（2021年8月31日、日本テレビ）
- スクール革命! （2021年11月21日、日本テレビ）

### 映画
- ギュウ農シネマ「IDOL NEVER DiES」（2022年5月6日公開） - 相田亜衣（イブニングローリー メンバー） 役[11]

## ソロ曲
- 「0.2mlの割り物」お酒の歌　作曲：「リリィ、さよなら。」
- 「虹を探しに」いつかどこかで/ワンチャンス　収録曲
- 「一次会から行きたい」 偏食の歌。  作曲：「リリィ、さよなら。」
- 「Hangover Love」 二日酔いの歌。 作曲：「リリィ、さよなら。」
- 「君が東なら南がいい」 麻雀の歌。 作曲：「少年T」
- 「今夜もオンライン」 APEXの歌。 作曲：「リリィ、さよなら。」

## 書籍

### 写真集
- 中川美優1st写真集『MUSE』（2022年12月9日、秋田書店）ISBN 978-4253011198[12][13]

### デジタル写真集
- FLASHデジタル写真集『酒のち、酒。』（2021年1月29日、光文社）